# Lee (Illinois)
Lee es una villa ubicada en el condado de Lee en el estado estadounidense de Illinois. En el Censo de 2010 tenía una población de 337 habitantes y una densidad poblacional de 803,19 personas por km².

## Geografía
Lee se encuentra ubicada en las coordenadas 41°47′40″N 88°56′29″O / 41.79444, -88.94139. Según la Oficina del Censo de los Estados Unidos, Lee tiene una superficie total de 0.42 km², de la cual 0.42 km² corresponden a tierra firme y (0%) 0 km² es agua.

## Demografía
Según el censo de 2010, había 337 personas residiendo en Lee. La densidad de población era de 803,19 hab./km². De los 337 habitantes, Lee estaba compuesto por el 97.63% blancos, el 0.3% eran afroamericanos, el 0% eran amerindios, el 0.89% eran asiáticos, el 0% eran isleños del Pacífico, el 0% eran de otras razas y el 1.19% pertenecían a dos o más razas. Del total de la población el 4.15% eran hispanos o latinos de cualquier raza.